# Marco Micheli
Marco Micheli, né à Brescia en 1983 est un astronome italien.

## Biographie
Il est diplômé en 2007 en astronomie et astrophysique de l'Université de Pise, titulaire d'une thèse sur l'effet YORP, il a suivi son doctorat à l'Université d'Hawaï.
Avec son équipe du projet Pan-STARRS il a été le recordman le 29 janvier 2011 de la découverte de 19 astéroïdes identifiés la même nuit.
Le Centre des planètes mineures le crédite de la découverte de dix astéroïdes, effectuée entre 2005 et 2010, en partie avec la collaboration de Wladimiro Marinello et Gianpaolo Pizzetti.
L'astéroïde (10277) Micheli lui a été dédié.
| (177853) Lumezzane      | 5 août 2005  |
| (229836) Wladimarinello | 28 août 2009 |
| (233559) Pizzetti       | 4 août 2007  |
| (352148) Tarcisiozani   | 4 août 2007  |